# (12870) Rolandmeier
(12870) Rolandmeier (1998 MK37) – planetoida z pasa głównego asteroid okrążająca Słońce w ciągu 4,13 lat w średniej odległości 2,57 j.a. Odkryta 24 czerwca 1998 roku.